# Gräting

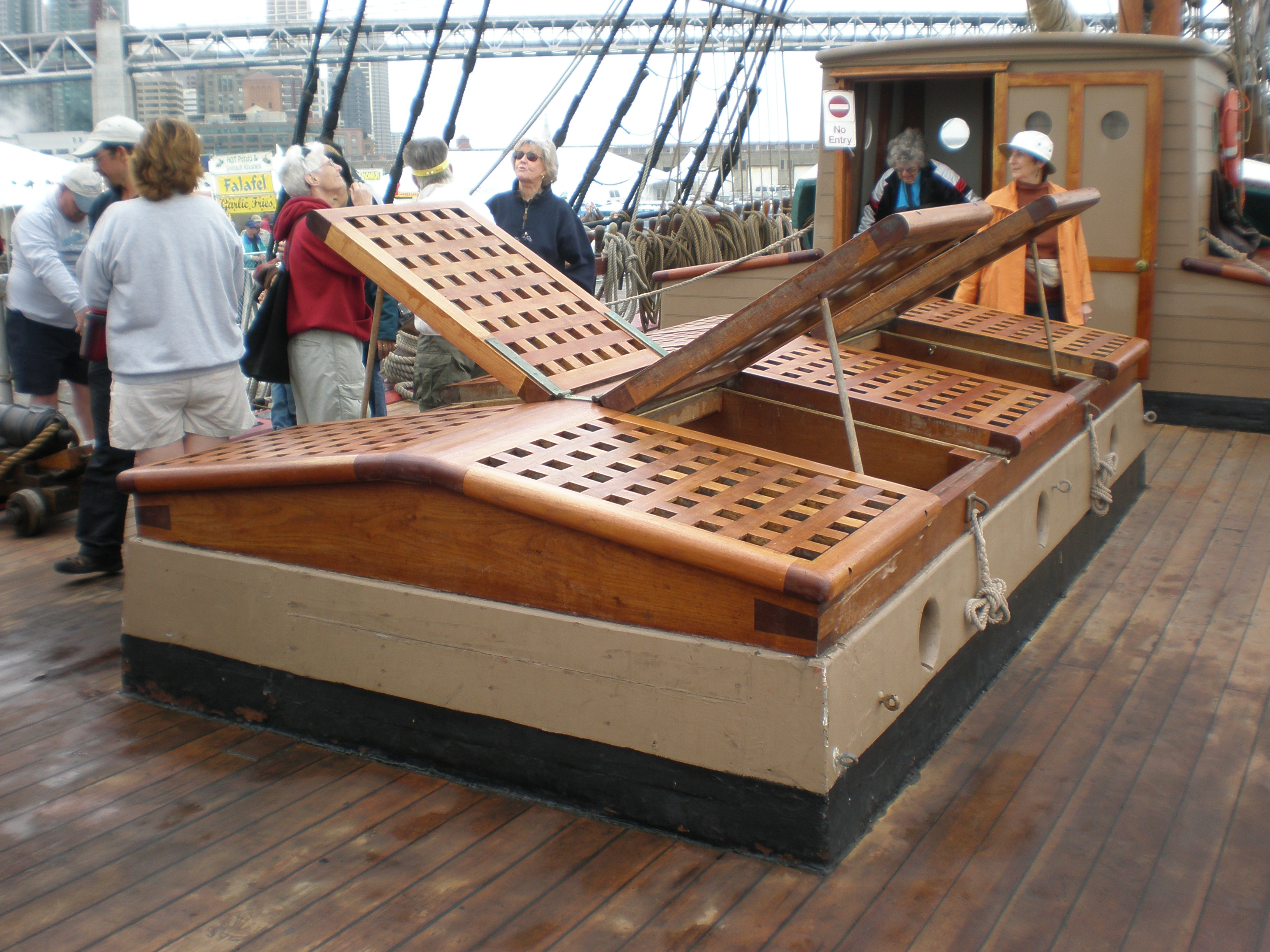
Mit Grätings abgedeckte Luken eines Segelschiffes

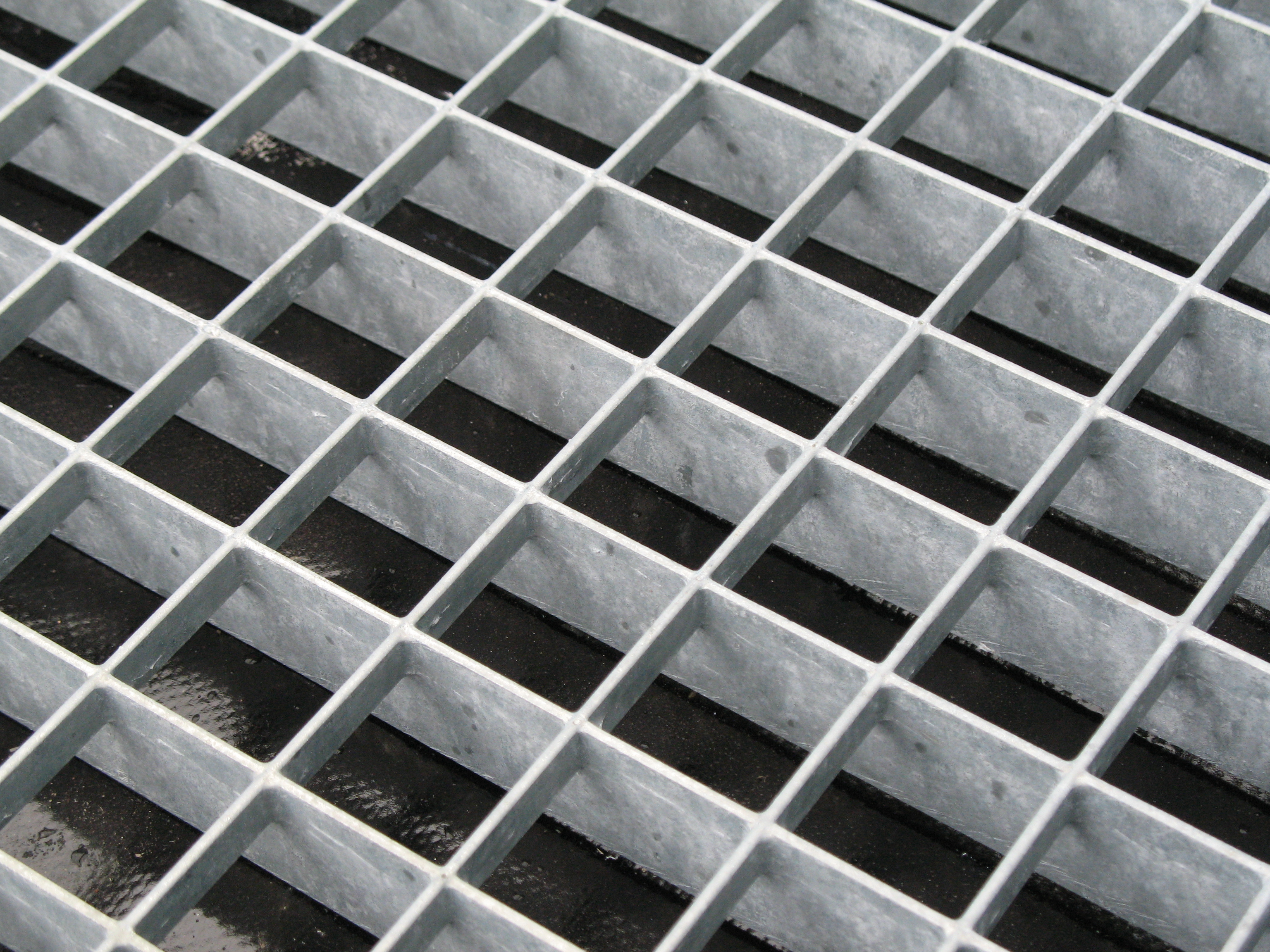
Moderne Gräting aus verzinktem Stahl

Eine Gräting (Plural: Grätings) ist ein begehbarer Gitterrost. Ursprünglich dienten hölzerne Grätings dazu, auf Schiffen Luken im Deck sicher abzudecken, während Frischluft und Licht hindurchgelangen konnten.
Die meistens quadratischen Löcher hatten eine Seitenlänge von nur wenigen Zentimetern, damit man mit dem Schuhabsatz nicht stecken bleiben konnte. Die Grätings zur Lukenabdeckung waren meist abnehmbar oder aufklappbar.
Auf vielen klassischen Yachten besteht der Bodenbelag der Plicht aus einer Gräting. Dringt viel Wasser in die Plicht, kann dieses durch die Gräting laufen und darunter in einen Abfluss fließen, ohne dass der Boden dauerhaft unter Wasser steht.
Heutzutage werden Grätings industriell aus Metall gefertigt und finden überall Anwendung, wo eine licht-, wasser- und luftdurchlässige, begehbare Abdeckung benötigt wird.